# Fire sanger til tekster af Oscar Stjerne og Nils-Magnus Folcke
Fire sanger til tekster af Oscar Stjerne og Nils-Magnus Folcke is een compositie van Eyvind Alnæs. Het is een van de weinige keren dat Alnæs zich wendde tot Zweedse literatuur. Op zich is dat niet vreemd aangezien het geboorteland van Alnæs Noorwegen zich toen recent had losgeweekt van Zweden (Personele Unie).
In de bundle zitten vier liedjes:
- Smeden (Stjerne)
- En grav (Stjerne)
- En vaggvisåt (Stjerne)
- En vår – en dikt (Folcke)